# Shigeo Sawairi
Shigeo Sawairi (jap. 澤入 重雄 Sawairi Shigeo; ur. 8 maja 1963) – japoński piłkarz występujący na pozycji napastnika.

## Kariera piłkarska
Od 1986 do 1995 roku występował w klubie Nagoya Grampus Eight.

## Kariera trenerska
Po zakończeniu piłkarskiej kariery pracował jako trener w JEF United Chiba i Kataller Toyama.